# Forsterina velifera
Forsterina velifera là một loài nhện trong họ Desidae.
Loài này thuộc chi Forsterina. Forsterina velifera được miêu tả năm 1908 bởi Eugène Simon.